# 鳳凰座λ
鳳凰座λ，又名CD-49 115，HD 2834、SAO 215131、HR 125，是鳳凰座的一颗恒星，视星等为4.77，位于銀經311.75，銀緯-67.98，其B1900.0坐标为赤經0h 26m 35.6s，赤緯-49° -67.98′ 23″。